# Salpis glabra
Salpis glabra är en fjärilsart som beskrevs av Frederick H. Rindge 1971. Salpis glabra ingår i släktet Salpis och familjen mätare. Inga underarter finns listade.